# Драчук, Владимир Ефимович
Владимир Ефимович Драчук (по другим данным — Евгеньевич; 1897 — 1918, Астрахань) — российский революционный матрос, большевик. Член РСДРП (1917). Участник гражданской войны в России.

## Биография
Родился 1897 году в семье рабочих. В 1914 году поступил в школу юнг Черноморского флота . В 1917 году вступил в Российскую социал-демократическую рабочую партию, сторонник большевиков. Являлся радистом на судах Черноморского флота. Служил на броненосце «Иоанн Златоуст». 8 ноября 1917 года Владимир Драчук зачитал доклад на общем собрании команды корабля, после чего была принята декларация следующего содержания: «Горячо приветствуем все постановления Черноморского съезда о реальной поддержке демократии против выступления контрреволюционеров, где бы таковые ни совершались; мы заявляем, что не все из нас большевики, но все мы, как один, пойдём без колебаний за партиями, которые будут решительно идти к раз намеченной цели полного раскрепощения трудящихся. Сметём всех явных и тайных контрреволюционеров, старающихся [ставить препятствия] на пути к завоеванию революции».
В ноябре 1917 года стал делегатом Первого Общечерноморского съезда, где возглавил комиссию по формированию флотилии для отправки на Дон для борьбы с частями белого генерала Алексея Каледина. Во главе «комиссии пяти» командовал выходом 12 ноября 1917 года из Севастополя в Ростов-на-Дону флотилии в составе эсминца «Капитан Сакен», двух тральщиков, нескольких малых судов и десантного отряда. 24 ноября (7 декабря) флотилия, совершив заходы в порты Бердянск, Мариуполь и Таганрог, прибыла в Ростов, где черноморцы приняли участие в неудачных для красных боях с казаками и добровольцами.
В декабре 1917 года, после установления советской власти в Севастополе, вошёл в Севастопольский военно-революционный комитет для «борьбы с контрреволюцией». В январе 1918 года назначен комиссаром связи Севастопольского областного военно-революционного штаба.
Принимал участие в установлении советской власти в Ялте в январе 1918 года. Тогда Драчук возглавлял отдел по борьбе с контрреволюцией («отдел советской разведки») при местном Совете. Ряд очевидцев событий возлагала вину за организацию красного террора в Ялте зимой 1917—1918 годов на триумвират Нератов — Игнатенко — Драчук. В марте-апреле 1918 года после сообщения Драчука исполком Ялтинского совета в заговоре против советской власти обвинил и арестовал 32 человека в Алупке и Симеизе
Принимал участие в выводе кораблей Черноморского флота из Севастополя в Новороссийск. В июне 1918 года в Новороссийске участвовал в затоплении кораблей Черноморского флота. Погиб в конце 1918 года в бою под Астраханью при отступлении Таманской армии.
Именем Драчука в 1957 году названа улица в Нахимовском районе Севастополя.